# Devi Mahatmyam
El Devi Mahatmyam, conocido también como el "Durga Saptashati" o "Chandi Path", es uno de los textos más sagrados y reverenciados dentro del hinduismo, especialmente en la tradición Shaktista, que adora a la Diosa como la deidad suprema. Este texto filosófico y narrativo, que forma parte del Markandeya Purana, exalta la gloria y el poder de la Divina Madre en sus diversas formas.
Compuesto en sánscrito, el Devi Mahatmyam consta de 700 versos distribuidos en 13 capítulos. Su nombre se traduce como "La Gloria de la Diosa". La obra narra las hazañas de la Diosa en su lucha contra poderosos demonios (asuras) que amenazaban el orden cósmico y la existencia de los dioses. Estas batallas son interpretadas como alegorías de la lucha interna del ser humano entre el bien y el mal, la sabiduría y la ignorancia.

## Estructura y Contenido Principal
El texto se divide en tres secciones principales, cada una de las cuales describe la victoria de la Diosa sobre diferentes demonios, manifestándose en distintas formas:
1. La primera sección (Capítulo 1): Narra cómo la diosa, en su forma de Mahakali, acaba con los demonios Madhu y Kaitabha, quienes surgieron de la cera de los oídos de Vishnu mientras este se encontraba en un profundo sueño y amenazaban al dios creador Brahma.
2. La segunda sección (Capítulos 2-4): Detalla la historia más célebre del texto, la aniquilación del demonio búfalo Mahishasura. Para esta tarea, la energía divina de todos los dioses masculinos se une para crear a la invencible diosa Mahalakshmi (a menudo identificada como Durga), quien, tras una feroz batalla, derrota al demonio.
3. La tercera sección (Capítulos 5-13): Se centra en la eliminación de los demonios Shumbha y Nishumbha y sus ejércitos. En esta parte, la Diosa se manifiesta principalmente como Mahasaraswati (versión suprema de Saraswati), y de ella emanan otras poderosas formas como Kaushiki y la temible Chamunda, quienes en conjunto aniquilan a las fuerzas demoníacas.